# М'якушка

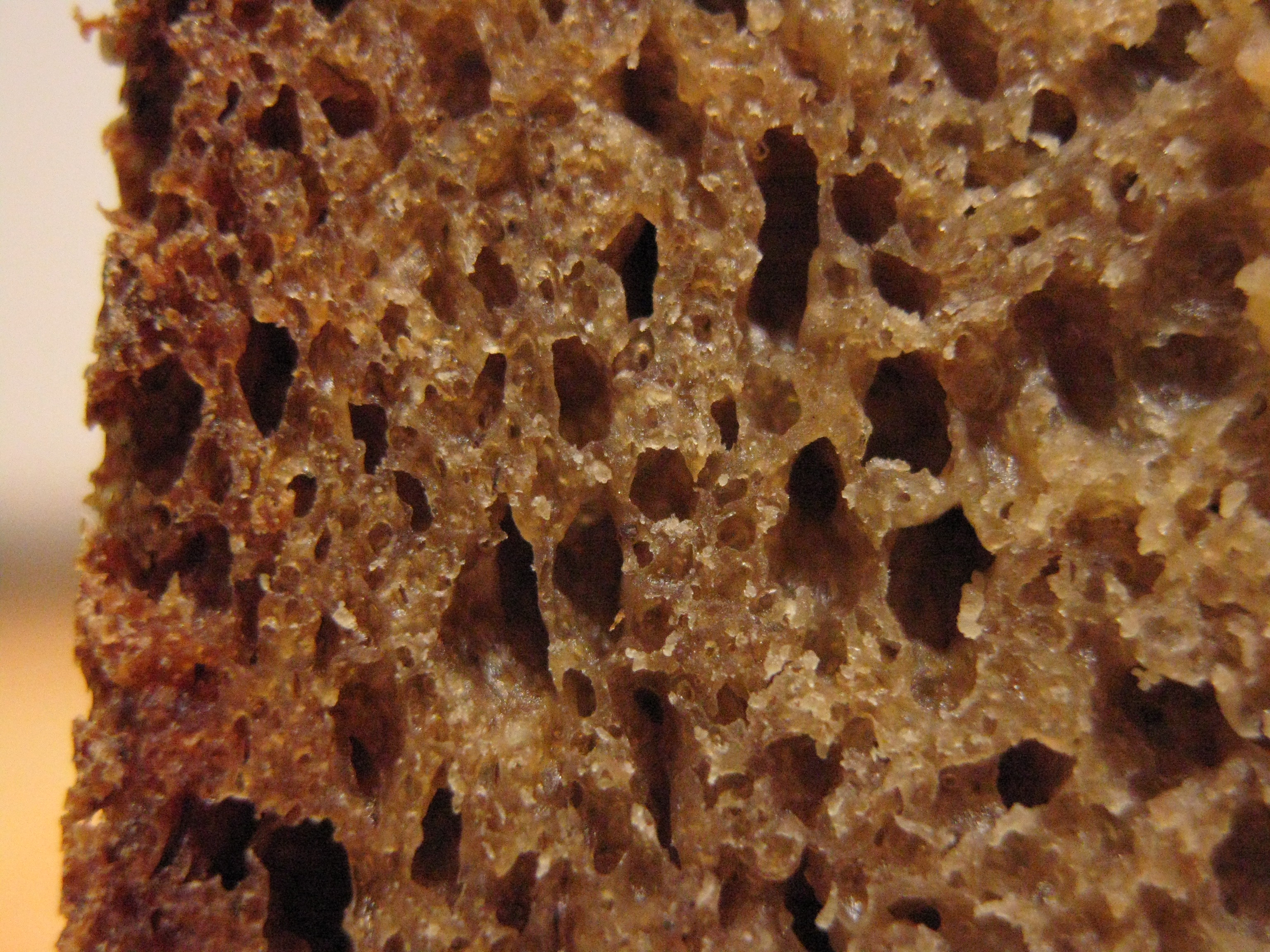
М'якушка житнього хліба зблизька

Хлібна м'якушка або просто м'якушка — внутрішня частина хліба, менш просмажена, ніж скоринка навколо. М'якушка - світла і об'ємна, звичайно м'яка і досить ситна. Її структура, еластичність, смак і запах та інші властивості можуть істотно варіюватися в залежності від використаного для приготування хліба тіста і процесу випікання .
Властивості м'якушки є одним з важливих показників якості хлібобулочного виробу. Ідеальна м'якушка - добре пропечена, еластична, не кришиться, не липка, рівномірно пориста і без пустот, пружня і мілкосітчаста. Хлібобулочний виріб вважається дефектним, якщо м'якушка наступної якості: темніша звичайної, сироспечена, липка, погано розжовується, нееластична, щільна, крихка, малопориста або навпаки великопориста.
Іноді м'якушкою доїдають соус, зчищаючи його з тарілки: клітковина, що міститься в ньому, утримує напіврідкі продукти капілярним способом. Використовується також в риболовлі як насадка для ловлі риби і як підгодовування.
Французький солодкий «М'якушковий хліб», для виготовлення якого до тіста домішують трохи меду, служить основою для клубного сендвічу.

## Використання в образотворчому мистецтві

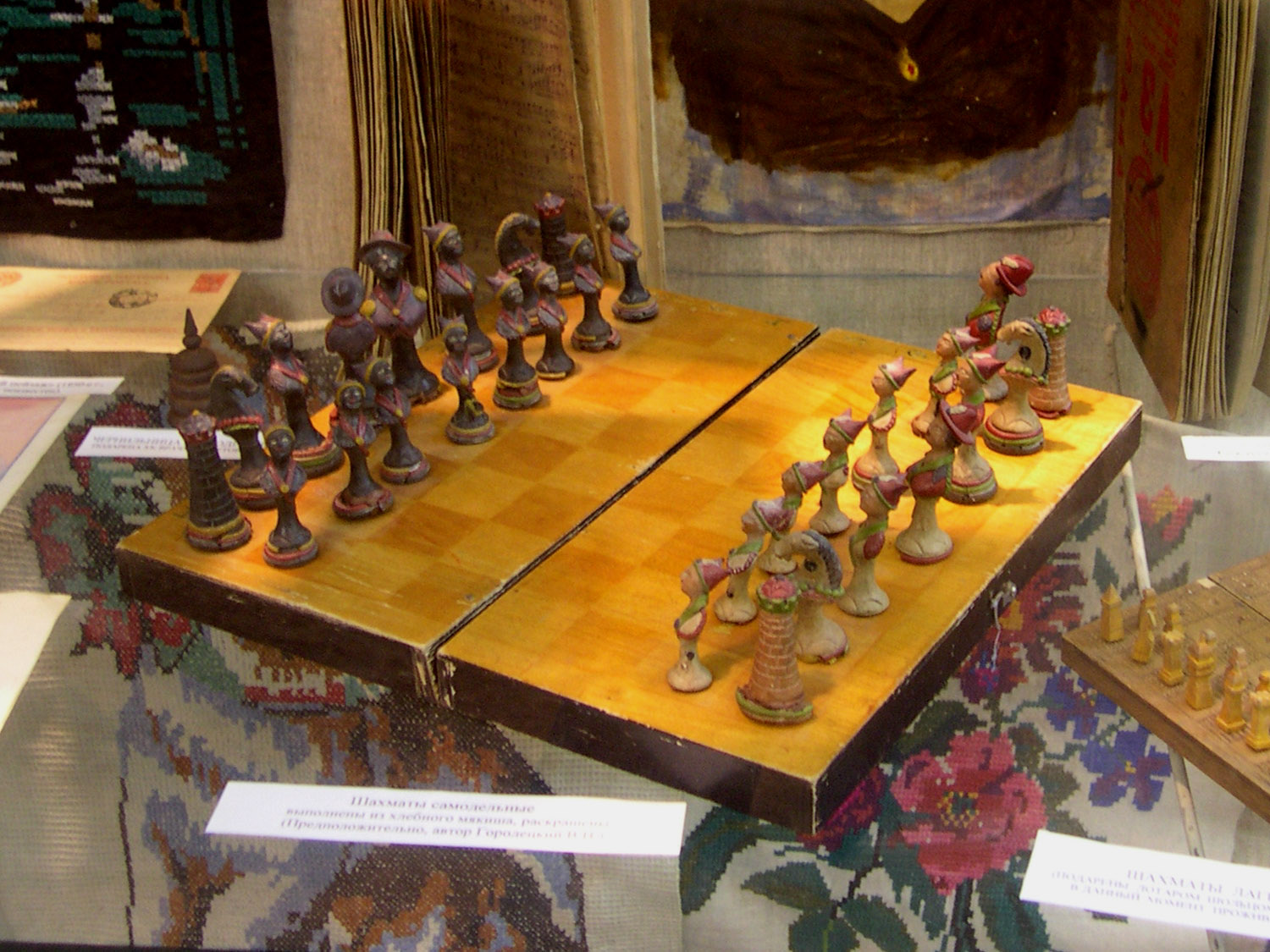
Шахи, зроблені з хлібної м'якушки ув'язненим

М'якушка обмежено використовується як скульптурний матеріал. Широко відома популярність її використання в середовищі ув'язнених (для яких м'якушка зазвичай є єдиним матеріалом, доступним для скульптурної роботи), для яких ліплення з м'якушки стає своєрідним способом проведення дозвілля. Серед сусідів по камері можуть влаштовуватися конкурси на кращий твір з м'якушки . Роботи досить різноманітні - від простеньких фігурок до масштабних макетів і композицій.